# Orte, Lazio
Orte är en stad och kommun i provinsen Viterbo i den italienska regionen Lazio. Staden har anor från den etruskiska bosättningen Horta. Bland stadens sevärdheter återfinns katedralen Santa Maria Assunta, uppförd i barockstil. I kyrkan San Silvestro är Stiftsmuseet inhyst; det innehåller bland annat mosaiken Madonna della Natività, som härstammar från Oratorio di Giovanni VII i den gamla Peterskyrkan.
I den närbelägna orten Bassano in Teverina finns den romanska kyrkan Santa Maria dei Lumi från tidigt 1000-tal med flera medeltida fresker.

## Frazioni
Orte består av sju frazioni: Baucche, Caldare, Orte Scalo, San Bernardino, San Michele, Scappia di Paglia och Stazione di Bassano in Teverina.

## Kommunikationer
Järnvägsstationen i Orte, invigd 1865 i Orte Scalo, ett par kilometer sydväst om Orte centrum, fungerar som knutpunkt på sträckorna Florens–Rom och Ancona–Orte. Station är också ändpunkt för regionaltåget FL1 som går via stationerna Tiburtina och Trastevere i Rom till flygplatsen Fiumicino.
Stationen trafikeras av cirka 3 miljoner passagerare per år.

## Bilder
| - Kyrkan San Silvestro. - Madonna della Natività. - Kyrkan Santa Maria dei Lumi. |